# 三重県立津東高等学校
三重県立津東高等学校（みえけんりつ つひがしこうとうがっこう）は三重県津市にある三重県立の高等学校。地域の住民や生徒からは、津東、東高、東などと呼ばれている。

## 沿革
- 1954年（昭和29年）4月1日 - 三重県津女子高等学校として設立され、被服科と家庭科が設置される。
- 1955年（昭和30年）4月1日 - 三重県立津女子高等学校と改称され、普通科が設置される。
- 1963年（昭和38年）11月6日 - 南館完成。
- 1964年（昭和39年）3月31日 - 本館完成。
- 1965年（昭和40年）9月 - 現在地に移転。
- 1965年（昭和40年）11月20日 - 体育館完成。
- 1967年（昭和42年）7月19日 - 前庭園完成。
- 1983年（昭和58年）4月1日 - 男女共学となり、三重県立津東高等学校と改称される。
- 1985年（昭和60年）4月1日 - 被服科の募集を停止する。
- 1993年（平成5年）4月1日 - 家政科の募集を停止する。
- 1993年（平成5年）4月1日 - 食物教養科を設置する。
- 2003年（平成15年）4月1日 - 食物教養科の募集を停止する。
- 2007年（平成19年）4月1日 - 国公立大学への進学を目指すSクラスを編成する。
- 2008年（平成20年）2月7日 - Sクラスを対象に前期選抜入試を実施。倍率は5.77倍となった。

## 校歌
- 阪田寛夫作詞／大中恩作曲

## 教育組織
次の教育組織がある。
- 全日制課程
  - 普通科
- S（特別進学）クラス
- Fクラス

## 概要

### 入試
2007年度（平成19年度）までは一般選抜のみの入試を実施していた。2008年度（平成20年度）より三重県の入試の方法が変わり、従来の推薦、特色化選抜入試が前期選抜、一般選抜が後期選抜に変更になった。同年度より、Sクラスを対象とした、前期選抜を実施した。前期選抜の倍率は、5.77倍となった。また、津東高等学校は、後期選抜において、令和3年度から、1.0倍ほどの倍率となっている。
なお、後期選抜で合格した者については希望を取り、S・Fクラスのクラス分けを行っている。Sクラスは大半を前期選抜で募集するため、後期選抜において、Sクラスを希望しても入学できない場合がある。その場合、Fクラスへの入学となる。前期、後期選抜両方を含めた募集定員は、320人であり、内80人がSクラス、240人がFクラスである。

### SクラスとFクラスの違い
同校では、2007年度（平成19年度）より、1年次から国公立4年制大学への進学を目指すSクラスと2年次から進路を決定していくFクラスの類型別編成を行っている。まず、授業時間については、7限授業がSクラスが週に3回、Fクラスが週に2回ある。Sクラスは、Fクラスに比べて授業時間が週に1限多くなる。土曜補講や大学見学なども、Sクラスの生徒は絶対参加となっているが、Fクラスの生徒は希望参加となっている。さらに、一年次の全統模試(河合塾の模試)もSは絶対参加、Fは希望参加となっている。また、数学と英語はS、Fクラスどちらも少人数習熟度別講座での授業を実施しているが、Sクラスにおいては、国語も少人数習熟度別講座での授業を行っている。

### 進学状況
毎年、過半数の生徒が四年制大学に進学し、40名ほどが国公立大学に進学している。

### 学校生活
通学方法については、自転車、徒歩、公共交通機関を利用している生徒がほとんどである。また、津駅までJR・伊勢鉄道を利用する生徒については、同駅から、学校まで自転車通学を認めているが、近鉄を利用する生徒には、自転車通学は認められていない。校則については、アルバイトは原則禁止されており、長期休暇中は一定条件を満たした生徒にのみ許可している。
校舎の中庭にはバラ園がある。

## 学校行事
- 体育祭（6月）
- クラスマッチ（7月、3月）
- クラブ合宿（8月）
- 学園祭（9月）
- 修学旅行（9月）

## 部活動
- 運動系 - 弓道部、剣道部、硬式テニス部、サッカー部、山岳部、新体操部、ソフトボール部、卓球部、ダンス部、バスケットボール部、バドミントン部、バレーボール部、ハンドボール部、フェンシング部、野球部、陸上競技部、パワーリフティング同好会

- 文化系 - 漫画・アニメ部、演劇部、合唱部、華道部、琴部、コンピュータ部、茶道部、写真部、書道部、吹奏楽部、調理部、美術部、文芸部、放送部、ボランティア部、ロッキン部、シンディクラフト、ESS同好会

## 交通アクセス
- 津駅（JR紀勢本線・伊勢鉄道・近鉄名古屋線）より三重交通バス西乗り場1番71、81系統西団地循環線86-1系統津西ハイタウン線でむつみヶ丘下車徒歩2分

## 著名な出身者
- 奥山泰全（実業家、マネーパートナーズグループ代表取締役社長）
- 鞠輝とわ（女優、宝塚歌劇団87期生）
- 流田豊（ミュージシャン、流田Projectのボーカル・ギター）
- 川崎貴弘（プロ野球選手・元中日ドラゴンズ、津市消防本部消防吏員）
- 前川楓（陸上競技選手、リオデジャネイロパラリンピック出場者）

## 著名な教職員
- 吉村英夫（映画評論家、著作家）本校国語科教諭を歴任

## その他
- 1997年（平成9年）本校文化祭に、ロンドンブーツ1号2号（お笑いコンビ）が来校しており、卒業アルバムにも掲載されている。